# Бата (комуна)
Бата (рум. Bata) — комуна у повіті Арад в Румунії. До складу комуни входять такі села (дані про населення за 2002 рік):
- Бакеу-де-Міжлок (200 осіб)
- Бата (522 особи) — адміністративний центр комуни
- Булч (143 особи)
- Цела (361 особа)

Комуна розташована на відстані 363 км на північний захід від Бухареста, 58 км на схід від Арада, 146 км на південний захід від Клуж-Напоки, 68 км на північний схід від Тімішоари.

## Населення
За даними перепису населення 2002 року у комуні проживали 1226 осіб.
Національний склад населення комуни:
| Національність | Кількість осіб | Відсоток |
| -------------- | -------------- | -------- |
| румуни         | 1221           | 99,6%    |
| угорці         | 3              | 0,2%     |
| італійці       | 2              | 0,2%     |

Рідною мовою назвали:
| Мова       | Кількість осіб | Відсоток |
| ---------- | -------------- | -------- |
| румунська  | 1222           | 99,7%    |
| угорська   | 2              | 0,2%     |
| італійська | 2              | 0,2%     |

Склад населення комуни за віросповіданням:
| Релігія       | Кількість осіб | Відсоток |
| ------------- | -------------- | -------- |
| православні   | 1010           | 82,4%    |
| римо-католики | 118            | 9,6%     |
| п'ятдесятники | 61             | 5,0%     |
| баптисти      | 22             | 1,8%     |
| реформати     | 7              | 0,6%     |
| адвентисти    | 5              | 0,4%     |
| бретрени      | 2              | 0,2%     |
| атеїсти       | 1              | 0,1%     |